# Slovaquie aux Jeux olympiques d'hiver de 1994
La Slovaquie fut représentée par 42 athlètes aux Jeux olympiques d'hiver de 1994 à Lillehammer.

## Athlètes par épreuve

### Biathlon
| Athlète                                      | Épreuve                | Date de naissance |
| -------------------------------------------- | ---------------------- | ----------------- |
| Pavel Kotraba                                | Sprint 10KM H Relais H | 3 novembre 1970   |
| Daniel Krčmář                                | Sprint 10KM H Relais H | 3 janvier 1971    |
| Lukáš Krejči                                 | 20KM H Relais H        | 21 juillet 1969   |
| Pavel Sládek                                 | 20KM H Relais H        | 9 juillet 1971    |
| Martina Jašicová-Schwarzbacherová-Halinárová | Sprint 7,5KM F 15KM F  | 22 avril 1973     |
| Soňa Mihoková                                | Sprint 7,5KM F 15KM F  | 11 novembre 1971  |

### Combiné nordique
| Athlète        | Épreuve      | Date de naissance |
| -------------- | ------------ | ----------------- |
| Jozef Bachleda | Individuel H | 23 février 1973   |
| Martin Bayer   | Individuel H | 20 décembre 1972  |
| Michal Giacko  | Individuel H | 27 septembre 1969 |

### Hockey sur glace
| Joueur             | Position       | Date de naissance | Équipe               |
| ------------------ | -------------- | ----------------- | -------------------- |
| Jerguš Bača        | Défenseur      | 4 janvier 1965    | Leksands IF          |
| Vladimír Búřil     | Défenseur      | 17 mai 1969       | HC Slovan Bratislava |
| Jozef Daňo         | Attaquant      | 28 décembre 1968  | HC Dukla Trenčín     |
| Jaromír Dragan     | Gardien de But | 14 septembre 1963 | HC Slovan Bratislava |
| Eduard Hartmann    | Gardien de But | 5 juin 1965       | HC Dukla Trenčín     |
| Oto Haščák         | Attaquant      | 31 janvier 1964   | Ässät Pori           |
| Branislav Jánoš    |                | 8 janvier 1971    | HC Zlín              |
| Miroslav Michalek  |                |                   |                      |
| Marián Smerciak    |                |                   |                      |
| Miroslav Marcinko  |                |                   |                      |
| Ľubomír Sekeráš    |                |                   |                      |
| Stanislav Medřik   |                |                   |                      |
| Ján Varholik       |                |                   |                      |
| Róbert Švehla      |                |                   |                      |
| Vlastimil Plavucha |                |                   |                      |
| Dušan Pohoreleč    |                |                   |                      |
| René Pucher        |                |                   |                      |
| Miroslav Šatan     |                |                   |                      |
| Roman Kontšek      |                |                   |                      |
| Peter Šťastný      |                |                   |                      |
| Ľubomír Kolník     |                |                   |                      |
| Róbert Petrovický  |                |                   |                      |
| Žigmund Pálffy     |                |                   |                      |

### Luge
| Athlète           | Épreuve | Date de naissance |
| ----------------- | ------- | ----------------- |
| Mária Jasenčáková | Luge F  | 21 octobre 1957   |
| Jozef Škvarek     | Luge H  | 19 août 1963      |

### Saut à ski
| Athlète         | Épreuve               | Date de naissance |
| --------------- | --------------------- | ----------------- |
| Martin Švagerko | P Tremplin G Tremplin | 2 octobre 1967    |
| Miroslav Slušný | P Tremplin G Tremplin | 31 mai 1964       |

### Ski alpin
| Athlète            | Épreuve                                 | Date de naissance |
| ------------------ | --------------------------------------- | ----------------- |
| Lucia Medzihradská | Descente F Super G F Slalom F Combiné F | 14 novembre 1968  |

### Ski de fond
| Athlète              | Épreuve                                  | Date de naissance |
| -------------------- | ---------------------------------------- | ----------------- |
| Lubomíra Balážová    | 5KM F 30KM F Poursuite F Relais F        | 13 août 1968      |
| Ivan Bátory          | 10KM H Poursuite H                       | 3 mai 1975        |
| Jaroslava Bukvajová  | 5KM F Poursuite F Relais F               | 17 novembre 1975  |
| Alžbeta Havrančíková | 5KM F 15KM F 30KM F Poursuite F Relais F | 27 septembre 1963 |
| Tatiana Kutlíková    | 5KM F 15KM F 30KM F Poursuite F Relais F | 27 septembre 1963 |